# Vilém Pfeiffer
Vilém Pfeiffer (5. srpna 1910 Praha – 3. ledna 1986 Brno) byl český herec a divadelní režisér.

## Život
Narodil se v Praze, vyrůstal v Bratislavě, kde studoval reálné gymnázium (studium nedokončil). Od dětství hrál v divadle a na radu režiséra Jana Svitáka se stal hercem. Začínal u různých divadelních kočovných společností (od roku 1927). V letech 1935 až 1937 hrál v levicově orientovaném divadle D 34. Potom působil na řadě divadelních scén. Vedle hraní též někdy dělal divadelního režiséra. Naposled působil v Divadle bratří Mrštíků v Brně (1959-1975), Od roku 1937 hrál též ve filmech, od roku 1968 i v televizních filmech.
Jeho manželkou byla herečka Lola Skrbková.